# Об'єкт злочину
Об'єкт злочину — це суспільні відносини, які охороняються законом про кримінальну відповідальність. Об'єктом злочину завжди виступає те благо, якому злочином завдається реальна шкода чи створюється загроза заподіяння такої шкоди. Об'єкт злочину це суспільні відносини, взяті під охорону нормами кримінального права, на які посягнув порушник.
Висновок про те, що об'єктом злочину є суспільні відносини, ґрунтується і на чинному законодавстві України. Однак у статтях Кримінального кодексу найчастіше містяться вказівки не на сам об'єкт злочину, а на окремі елементи охоронюваних законом суспільних відносин або на різні правові норми, що регулюють відповідні суспільні відносини.
Об'єктом злочинів є не будь-які суспільні відносини, а лише ті, які поставлені під охорону закону про кримінальну відповідальність. Тому не тільки безпосереднім і родовим, але й загальним об'єктом усіх злочинів є не вся сукупність суспільних відносин, а тільки ті із соціально схвалених відносин, які законодавець поставив під охорону кримінального законодавства.

### Підходи до визначення об'єкту злочину
У той же час, хоча зазначений підхід є найбільш популярним, він не є ані виключним, ані безспірним. П. С. Матишевський вказував, зокрема: «… суспільні відносини не є універсальною характеристикою об'єкта злочину. Цим поняттям не можуть охоплюватись особисті (природні) блага людини (життя, здоров'я, честь і гідність».

#### Історичний аспект
Проаналізувавши ретроспективний стан підходів до визначення об'єкту злочину, В. К. Грищук визначив такі історичні моделі підходів до визначення об'єкту злочину:
1) захищений правом інтерес (Р. Ієрінг, Ф. Ліст, Б. С. Нікіфоров);
2) суб'єктивне право (Д. В. Спасович, А. Фейєрбах);
3) безпека і добробут громадян (О. Ф. Кістяківський);
4) блага та інтереси, що охороняються законом (правові блага) (Г. В. Колоколов, Є. Я. Немировський, А. Н. Круглевський);
5) а) правові норми і конкретні блага та інтереси (М. Д. Сергеєвський);
б) посередній об'єкт — порушуваний припис, норма, а безпосередній об'єкт — суспільне відношення, що є реальним виявом цього припису (І. Я. Фойницький);
в) з формальної сторони є блага та інтереси, що охороняються нормою (Л. С. Білогриць-Котляревський);
г) норма права в її реальному бутті (М. С. Таганцев);
6) окремі особи та групи осіб (П. Д. Калмиков);
7) охоронювані кримінальним законом суспільні відносини (А. А. Піонтковський, Є. А. Фролов, В. Я. Тацій). 

#### Сучасний стан
Сьогодні квінтесенцію сучасних теоретичних підходів до визначення об'єкта злочину виділяють як:
1) охоронювані кримінальним законом суспільні відносини;
2) соціальні блага (цінності), що охороняються кримінальним законом;
3) окремі особи, або багато осіб;
4) охоронювані кримінальним законом соціально значущі цінності, інтереси, блага;
5) суспільні відносини, які є відповідним порядком, установленим приписами правових норм, а також соціальні блага;
6) соціальну оболонку, яка завжди є першим об'єктом, та всі інші об'єкти, які перебувають у середині цієї оболонки;
7) охоронюваний кримінальним законом порядок суспільних відносин ;
8) правовідносини;
9) правопорядок.

## Класифікація об'єктів злочину

### Загальний
Основний об'єкт — це сукупність всіх суспільних відносин, що охороняються законом про кримінальну відповідальність. Тобто — це система всіх об'єктів кримінально-правової охорони. Але це не постійна система суспільних відносин (раз і назавжди дана), а рухлива (змінювана), що залежить від закону про кримінальну відповідальність (наприклад, у зв'язку з криміналізацією чи декриміналізацією суспільне небезпечних діянь змінюється і вся система суспільних відносин, яка створює загальний об'єкт кримінально-правової охорони).

### Родовий (груповий)
Під родовим (груповим) об'єктом розуміють окрему групу однорідних або тотожних за своєю соціальною і економічною сутністю суспільних відносин, які через це повинні охоронятися єдиним комплексом взаємозалежних кримінально-правових норм.
Видовий об'єкт — це частина родового об'єкта, яка об'єднує в межах останнього групу близьких між собою суспільних відносин. Видовий об'єкт співвідноситься із родовим як частина і ціле (наприклад, злочини проти життя особи).

### Безпосередній
Найбільше значення як для правотворчої, так і для правозастосовної діяльності має безпосередній об'єкт злочину — це ті конкретні суспільні відносини, які поставлені законодавцем під охорону певної статті Особливої частини Кримінального кодексу і яким завдається шкоди злочином, що підпадає під ознаки конкретного складу злочину.
Родовий і безпосередній об'єкти найчастіше співвідносяться як ціле та частина.
У теорії кримінального права існує класифікація безпосередніх об'єктів злочинів «по горизонталі». Безпосередній об'єкт злочину буває основним і додатковим, в свою чергу, безпосередній додатковий поділяється на два види — додатковий обов'язковим і додатковий факультативний.
Основним безпосереднім об'єктом є ті суспільні відносини, які насамперед і головним чином прагнув поставити під охорону законодавець, приймаючи закон про кримінальну відповідальність. Звідси випливає, що основний безпосередній об'єкт відображає й основний зміст того чи іншого злочину, його антисоціальну спрямованість. Він більшого мірою, ніж інші об'єкти, визначає ступінь суспільної небезпечності вчиненого злочину і тяжкість наслідків, що настали або могли настати.
Додатковим безпосереднім об'єктом є тільки ті суспільні відносини, яким поряд із основним об'єктом завдається або виникає загроза заподіяння шкоди.
Додатковий безпосередній об'єкт може бути двох видів: обов'язковий (необхідний) і необов'язковий (факультативний).
Додатковий обов'язковий об'єкт — це суспільні відносини, яким при вчиненні даного злочину завжди спричиняється шкода. Це такий об'єкт, що в даному складі злочину страждає завжди, у будь-якому випадку вчинення певного злочину. Цьому об'єктові, як і основному, завжди заподіюється шкода внаслідок вчинення злочину. Так, у складі розбою основним безпосереднім об'єктом є власність, а додатковим — життя або здоров'я людини.
Додатковий факультативний об'єкт — це ті суспільні відносини, яким при вчиненні даного злочину в одному випадку заподіюється шкода, а в іншому — завдання шкоди цим відносинам не настає. Наприклад, здоров'я при вчиненні зґвалтування, відносини здоров'я чи власності при хуліганстві. Встановлення того, що внаслідок певного злочинного посягання заподіяно шкоди також і факультативному об'єктові, за всіх інших рівних умов, є свідченням більшої суспільної небезпеки скоєного діяння і повинне враховуватися при визначенні міри покарання винному.